# 피뿐군
피뿐군은 나콘시탐마랏주의 행정 구역이다. 이 지역의 총 인구 수는 2005년 기준으로 27578명이다. 인구 밀도는 75.8km2이다.

## 행정 구역
| 번호 | 지명        | 태국어 지명 | 빌리지 | 인구  |  |
| ---- | ----------- | ----------- | ------ | ----- |  |
| 1.   | Phipun      | พิปูน         | 7      | 5,103 |  |
| 2.   | Kathun      | กะทูน        | 9      | 5,398 |  |
| 3.   | Khao Phra   | เขาพระ      | 12     | 7,557 |  |
| 4.   | Yang Khom   | ยางค้อม      | 9      | 5,507 |  |
| 5.   | Khuan Klang | ควนกลาง     | 6      | 4,013 |  |

|  | 이 글은 지리에 관한 토막글입니다. 여러분의 지식으로 알차게 문서를 완성해 갑시다. |